# Ben Griffin (Skirennläufer)
Benjamin „Ben“ Griffin (* 22. September 1986 in Wellington) ist ein neuseeländischer Skirennläufer. Er startet in allen Disziplinen und nahm bisher an zwei Weltmeisterschaften und einmal an Olympischen Winterspielen teil. Seine größten Erfolge erzielte er bislang im Australia New Zealand Cup mit zehn Top-5-Ergebnissen und bei den Neuseeländischen Meisterschaften, wo er fünf Titel gewann.

## Biografie
Ben Griffin wurde in der neuseeländischen Hauptstadt Wellington geboren und übersiedelte 1990 mit seiner Familie nach Whakapapa Village, wo sein Vater die Leitung des Chateau Tongariro übernahm. Im dortigen Skigebiet Whakapapa Skifield am Ruapehu begann Griffin, der als Kind auch mehrere anderen Sportarten ausübte, mit regelmäßigem Skilauf. Seit August 2001 startet Griffin in FIS-Rennen und im Australia New Zealand Cup. In den folgenden Jahren fand er Anschluss an die nationale Spitze und gewann im Februar 2006 sein erstes FIS-Rennen, eine Abfahrt in Apex, British Columbia. Im selben Jahr erreichte er den vierten Gesamtrang im Australia New Zealand Cup. Daraufhin wurde Griffin für die Weltmeisterschaften 2007 im schwedischen Åre nominiert. Er startete außer in der Abfahrt in allen Wettbewerben, kam aber nur im Super-G als 57. ins Ziel. Im September 2007 wurde er Neuseeländischer Meister im Riesenslalom und im Super-G. Nach weiteren guten Ergebnissen im Winter 2007/08, unter anderem einem mit Laufbestzeit im zweiten Durchgang erzielten sechsten Platz im Nor-Am-Slalom von Sunday River, kam Griffin am 8. März 2008 im Riesenslalom von Kranjska Gora zu seinem ersten Einsatz im Weltcup, wo ihm aber die Qualifikation für den zweiten Durchgang nicht gelang. Vier Tage später feierte er im Super-G von Spital am Semmering seinen zweiten Sieg in einem FIS-Rennen.
Am 28. Mai 2008 verletzte sich Griffin bei einem Trampolinsprung während einer Trainingseinheit mit dem neuseeländischen Skiteam schwer und erlitt einen Bruch des siebten Halswirbels. Nach mehrmonatiger Rehabilitation und knapp einjähriger Rennpause nimmt er seit März 2009 wieder an Wettkämpfen teil. Im Sommer 2009 erzielte er in Neuseeland zwei Siege in FIS-Rennen sowie seinen ersten Podestplatz im Australia New Zealand Cup. Zudem wurde er wie bereits vor zwei Jahren Neuseeländischer Meister im Riesenslalom und im Super-G. Seit November 2009 startet Griffin vereinzelt im Europacup, kam aber bisher in keinem Rennen unter die besten 50. Im Januar 2010 startete er auch wieder in zwei Riesenslaloms in Kranjska Gora im Weltcup, schied aber in beiden aus. Nachdem er an den Weltmeisterschaften 2009 verletzungsbedingt nicht teilnehmen hatte können, war Griffin im Februar 2010 neben Tim Cafe einer von zwei neuseeländischen Skirennläufern bei den Olympischen Winterspielen in Vancouver. Er startete im Riesenslalom und im Super-G, fiel jedoch in beiden Wettbewerben aus. Im Juni 2010 wurde Griffin zum dritten Mal in Folge als Alpine Ski Racer of the Year des Neuseeländischen Schneesportverbandes Snow Sports New Zealand ausgezeichnet. Im Sommer 2010 erreichte Griffin im Australia New Zealand Cup mit dem dritten Platz im Super-G am Mount Hutt und weiteren zwei Top-5-Ergebnissen den dritten Gesamtrang, punktegleich mit dem Norweger Iver Bjerkestrand. Ende August 2010 wurde er zum dritten Mal Neuseeländischer Meister im Riesenslalom.
In der Saison 2010/11 nahm Griffin wieder an drei Weltcuprennen teil, doch sowohl im Super-G und im Riesenslalom von Hinterstoder als auch im Riesenslalom von Kranjska Gora schied er aus. Bei den Weltmeisterschaften 2011 in Garmisch-Partenkirchen wurde er 32. im Super-G, während er im Slalom und im Riesenslalom nicht das Ziel sah.

## Erfolge

### Weltmeisterschaften
- Åre 2007: 57. Super-G
- Garmisch-Partenkirchen 2011: 32. Super-G

### Australia New Zealand Cup
- 2 Podestplätze

### Neuseeländische Meisterschaften
- Neuseeländischer Meister im Riesenslalom (2007, 2009, 2010) und im Super-G (2007, 2009)

### Weitere Erfolge
- 4 Siege in FIS-Rennen